# Manilkara adolfi-friederici
Manilkara adolfi-friederici är en tvåhjärtbladig växtart som först beskrevs av Adolf Engler och Kurt Krause, och fick sitt nu gällande namn av Herman Johannes Lam. Manilkara adolfi-friederici ingår i släktet Manilkara och familjen Sapotaceae.
Artens utbredningsområde är Kongo-Kinshasa. Inga underarter finns listade i Catalogue of Life.